# Jonathan Majors
Jonathan Michael Majors (Lompoc, California; 7 de septiembre de 1989) es un actor estadounidense.Saltó a la fama después de protagonizar el largometraje independiente The Last Black Man in San Francisco (2019). En 2020, obtuvo un mayor reconocimiento por interpretar a Atticus Freeman en la serie de televisión de HBO Lovecraft Country. Aparece como «Aquel que permanece» en la serie de Disney+ Loki (2021), ambientada el Universo cinematográfico de Marvel, y apareció como otra versión del personaje, Kang el Conquistador, en la película Ant-Man and the Wasp: Quantumania (2023).

## Primeros años
Majors nació en Lompoc, California, y pasó sus primeros años viviendo con su familia — su madre, una pastora, su hermana mayor, Monica, y su hermano menor, Cameron — en la base militar de Vandenberg, debido a que su padre estaba en la Fuerza Aérea. Majors dijo en 2020: "Nuestro padre, que nos amaba mucho, desapareció un día ... y resurgió 17 años después". Majors se ha vuelto a conectar con su padre. La familia pronto se mudó a Dallas, Texas. Majors posteriormente vivió en Georgetown, Texas, en las afueras de Austin, y luego se mudó a Cedar Hill, Texas. Después de transferirse de la Cedar Hill High School, se graduó de la Duncanville High School en 2008.
Cuando era adolescente, Majors enfrentó numerosas luchas: fue arrestado por robar en una tienda, suspendido de la escuela secundaria por meterse en una pelea, y en un momento vivió en su automóvil mientras trabajaba en dos trabajos para llegar a fin de mes. Finalmente encontró un "espacio seguro" en el mundo del teatro.
Majors estudió su licenciatura en la Escuela de Artes de la Universidad de Carolina del Norte, y luego asistió a la Escuela de Drama de Yale, de donde se graduó con un título de Máster en Bellas Artes (MFA) en 2016.

## Carrera

### 2017-2018: primeros trabajos
Majors consiguió su primer papel en la pantalla en la miniserie de ABC When We Rise, cuando aún era estudiante en Yale. En la serie, Majors interpretó al activista gay Ken Jones; como parte de su investigación para el papel, se reunió con Jones antes de interpretarlo.
Ese mismo año, Majors apareció en su primer papel en un largometraje como el cabo Henry Woodson en la película occidental revisionista Hostiles, escrita y dirigida por Scott Cooper. La película tuvo su estreno mundial en el Festival de Cine de Telluride, el 2 de septiembre de 2017. También se proyectó en el Festival Internacional de Cine de Toronto, el 10 de septiembre de 2017. Siguieron más papeles, en las películas de 2018 White Boy Rick y Out of Blue. Ambas películas se proyectaron en el Festival Internacional de Cine de Toronto de 2018, y la última compitió por el Premio Plataforma.

### 2019–2020: llegada a la fama
En 2019, Majors saltó a la fama después de protagonizar la película independiente aclamada por la crítica de Joe Talbot The Last Black Man in San Francisco, por la que recibió una nominación al premio Independent Spirit. La película tuvo su estreno mundial en el Festival de Cine de Sundance el 26 de enero de 2019. Fue estrenada por A24 en Estados Unidos el 7 de junio de 2019. El expresidente de los Estados Unidos, Barack Obama, la calificó como una de las mejores películas de 2019. La actuación de Majors fue elogiada por los críticos y Manohla Dargis, de The New York Times, calificó su actuación como "un doloroso rompecorazones", mientras que Rolling Stone describió su rol como "profundamente sensible y encantadoramente a la izquierda del centro".
Majors también apareció en otros tres estrenos de películas de 2019: Captive State, Gully y Jungleland.
En 2020, Majors protagonizó junto a Chadwick Boseman y Delroy Lindo la película de drama bélico de Spike Lee Da 5 Bloods, que tuvo su estreno en Netflix. Ese mismo año, también obtuvo una mayor atención por interpretar a Atticus Freeman en la serie de televisión de HBO Lovecraft Country. Su actuación en Lovecraft Country fue valorada favorablemente por la crítica; Vogue lo apodó "el núcleo emocional del programa". En septiembre de ese año, Majors fue elegido como el villano Kang el Conquistador en la película Ant-Man and the Wasp: Quantumania (2023), parte del Universo cinematográfico de Marvel. Debutó dentro del Universo cinematográfico de Marvel en la serie Loki, de Disney+, como «Aquel que permanece», una variante de Kang.

## Premios y nominaciones
Por su trabajo en The Last Black Man in San Francisco, Majors recibió nominaciones a Mejor Actor de Reparto y Mejor Actuación Revelación Masculina en los 20º premios anuales Black Reel, y obtuvo una nominación a Mejor Actor Masculino de Reparto en los 35º Premios Independent Spirit.
En 2015, Majors ganó el Premio al Primer Lugar en el Concurso Nacional de Drama organizado por la Sociedad Nacional de Artes y Letras (NSAL). Majors fue nominado para el premio Premios de la Crítica Televisiva al mejor actor en una serie dramática y el premio Primetime Emmy al mejor actor principal en una serie dramática por Lovecraft Country.

## Vida personal
Majors tiene una hija. Apoya el movimiento Black Lives Matter y asistió a las protestas tras la muerte de George Floyd.
El 25 de marzo de 2023, Majors fue acusado y arrestado por cargos de agresión, estrangulamiento y acoso a su expareja, quien "sufrió heridas leves en la cabeza y el cuello y fue trasladada a un hospital del área en condición estable", según la policía de la ciudad de Nueva York. Fue puesto en libertad ese día y su portavoz negó las acusaciones y dijo que Majors "no ha hecho nada malo... Esperamos limpiar su nombre y aclarar esto”. Durante el juicio se presentaron mensajes donde Majors chantajeaba a la víctima con suicidarse si iba al hospital a tratarse los golpes ocasionados por él y la alentaba a no acudir para que no hubiera una investigación. Una estrategia de defensa fue intentar culpar a la víctima de ser la verdadera agresora.
El 17 de abril de 2023 el sitio Deadline informó que el actor fue despedido de la agencia 360 Talent por maltrato.
El 18 de diciembre de 2023 fue encontrado culpable por los delitos de agresión y acoso contra su expareja. Este mismo día, Marvel Studios anunció el despido del actor.

## Filmografía

### Cine
| Año  | Título                              | Papel                  | Notas            |
| ---- | ----------------------------------- | ---------------------- | ---------------- |
| 2011 | Do Not Disturb                      | Mike                   | Segmento: «Prom» |
| 2017 | Hostiles                            | Henry Woodson          |                  |
| 2018 | White Boy Rick                      | Johnny "Lil Man" Curry |                  |
| 2018 | Out of Blue                         | Duncan J. Reynolds     |                  |
| 2019 | The Last Black Man in San Francisco | Montgomery Allen       |                  |
| 2019 | Captive State                       | Rafe Drummond          |                  |
| 2019 | Gully                               | Greg                   |                  |
| 2019 | Jungleland                          | Pepper                 |                  |
| 2020 | Da 5 Bloods                         | David                  |                  |
| 2021 | The Harder They Fall                | Nat Love               |                  |
| 2022 | Devotion                            | Jesse Brown            |                  |
| 2023 | Ant-Man and the Wasp: Quantumania   | Kang el Conquistador   |                  |
| 2023 | Ant-Man and the Wasp: Quantumania   | Immortus               | Poscréditos      |
| 2023 | Ant-Man and the Wasp: Quantumania   | Rama Tut               | Poscréditos      |
| 2023 | Ant-Man and the Wasp: Quantumania   | Centurión Escarlata    | Poscréditos      |
| 2023 | Ant-Man and the Wasp: Quantumania   | Consejo de Kangs       | Poscréditos      |
| 2023 | Creed III                           | Anderson Dame          |                  |

### Televisión
| Año       | Título              | Papel                       | Notas                                                                       |
| --------- | ------------------- | --------------------------- | --------------------------------------------------------------------------- |
| 2017      | When We Rise        | Ken Jones (joven)           | 4 episodios                                                                 |
| 2020      | Lovecraft Country   | Atticus Freeman             | Rol principal                                                               |
| 2021      | Saturday Night Live | Conductor                   | Temporada 47, episodio 6                                                    |
| 2021-2023 | Loki                | Guardianes del Tiempo (voz) | Episodio: «El evento nexus»; no acreditado                                  |
| 2021-2023 | Loki                | Aquel que permanece         | Episodio 6 (Primera Temporada) Episodios 1 (voz), 4 y 6 (Segunda Temporada) |
| 2021-2023 | Loki                | Victor Timely               | Episodios 3, 4 y 6 (Segunda Temporada)                                      |